# Rio Torto (Valpaços)
Rio Torto is een plaats (freguesia) in de Portugese gemeente Valpaços en telt 573 inwoners (2001).